# Hellmut Lorenz
Pour les articles homonymes, voir Lorenz.
Hellmut Lorenz (né le 11 juin 1942 à Vienne) est un historien de l'art autrichien.

## Biographie
Hellmut Lorenz étudie l'histoire de l'art, l'allemand et l'archéologie à l'Université de Vienne de 1960 à 1972. Après avoir obtenu son doctorat avec les professeurs Renate Wagner-Rieger et Otto Pächt (1972) et son habilitation (1983), il est professeur invité à l'Université de Salzbourg en 1984. En 1985, il accepte un appel à l'Université libre de Berlin, où il devient professeur d'histoire de l'art. De 1997 jusqu'à sa retraite en 2008, il est professeur d'histoire de l'art à l'Université de Vienne. En décembre 2012, il reçoit le prix Wilhelm-Hartel (de) de l'Académie autrichienne des sciences.

## Publications
- Studien zum architektonischen und architekturtheoretischen Werk L.B. Albertis. 1972, Dissertation.
- Mitautor: Wiener Fassaden des 19. Jahrhunderts – Wohnhäuser in Mariahilf (= Studien zu Denkmalschutz und Denkmalpflege. 10). Böhlau, Wien [u. a.] 1976,  (ISBN 3-205-08172-2).
- Domenico Martinelli (de) (1650–1719) und die österreichische Barockarchitektur. 1983, Habilitationsschrift.
- Liechtenstein Palaces (de) in Vienna from the Age of the Baroque. Metropolitan Museum of Art, New York 1985,  (ISBN 0-87099-399-2).
- Domenico Martinelli und die österreichische Barockarchitektur (= Denkschriften der philosophisch-historischen Klasse der Österreichischen Akademie der Wissenschaften. Band 218). Verlag der Österreichischen Akademie der Wissenschaften, Wien 1991,  (ISBN 3-7001-1859-7).
- Johann Bernhard Fischer von Erlach. Verlag für Architektur, Zürich-München-London 1992,  (ISBN 3-7608-8132-7).
- (Hrsg.): Berliner Baukunst der Barockzeit. Die Zeichnungen und Notizen aus dem Reisetagebuch des Architekten Christoph Pitzler (1657–1707). Nicolai, [Berlin] 1998,  (ISBN 3-87584-699-0).
- (Hrsg. und Mitautor: Barock (= Geschichte der Bildenden Kunst in Österreich. Band IV). Prestel, München [u. a.] 1999,  (ISBN 3-7913-2050-5).
- mit Peter-Michael Hahn (Hrsg.) und Mitautor: Herrenhäuser in Brandenburg und der Niederlausitz. Kommentierte Neuausgabe des Ansichtenwerkes von Alexander Duncker (1857–1883). 2 Bände, Berlin 2000,  (ISBN 3-87584-024-0).
- mit Wilhelm G. Rizzi, Wolfgang Prohaska, Andrea Stockmann (Redaktion): Palais Daun-Kinsky. Wien, Freyung. Beiträge zum barocken Palast. Hrsg.: Amisola-Immobilien-AG. Lehner, Wien 2001,  (ISBN 3-901749-22-5).
- Huberta Weigl (Hrsg.): Das barocke Wien. Die Kupferstiche von Joseph Emanuel Fischer von Erlach und Johann Adam Delsenbach (1719). Imhof, Petersberg 2007,  (ISBN 978-3-937251-76-9).
- Richard Kurdiovsky (Hrsg.): Die Österreichische Präsidentschaftskanzlei in der Wiener Hofburg. Mit Beiträgen von Herbert Karner, Richard Kurdiovsky, Marcus Langer, Hellmut Lorenz, Anna Mader, Florian Steininger (de) und Manuel Weinberger. Photographien von Manfred Seidl. Brandstätter, Wien 2008,  (ISBN 978-3-85033-161-6).